# Назарово (деревня, Дмитровский городской округ)
Назарово — деревня в Дмитровском районе Московской области, в составе сельского поселения Куликовское. Население — 4 чел. (2010). До 2006 года Назарово входило в состав Зареченского сельского округа.

## Расположение
Деревня расположена на северо-западе района, на границе с Тверской областью, примерно в 36 км к северо-западу от Дмитрова, на правом берегу реки Сестры, высота центра над уровнем моря 117 м. Ближайшие населённые пункты — Слободка, Тверской области, на противоположном берегу реки, Ступино на северо-западе и Исаково на юге.

## Население
| 2002 | 2006 | 2010 |
| ---- | ---- | ---- |
| 4    | →4   | →4   |